# Corriente de Foucault

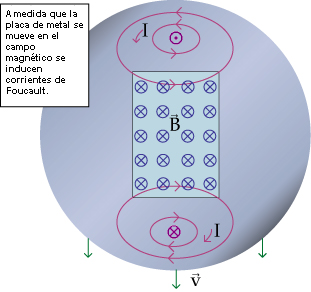
A medida que la placa metálica circular se mueve a través de una pequeña región de campo magnético constante entrante a la imagen, las corrientes de Foucault son inducidas en esta. La dirección de esas corrientes está determinada por la Ley de Lenz.

La corriente de Foucault (corriente parásita también conocida como "corrientes torbellino o turbillonarias", o eddy current en inglés) es un fenómeno eléctrico descubierto por el físico francés Léon Foucault en 1851. Se produce cuando un conductor está en un campo magnético variable, o cuando el conductor se mueve en un campo magnético. El cambio en el campo magnético o el movimiento relativo causa una circulación de electrones, o corriente inducida, dentro del conductor. Estas corrientes circulares de Foucault crean electroimanes con campos magnéticos que se oponen al efecto del campo magnético aplicado (ver Ley de Lenz). Cuanto más fuerte sea el campo magnético aplicado, o mayor la conductividad del conductor, o mayor la velocidad relativa de movimiento, mayores serán las corrientes de Foucault y los campos opositores generados.
En los núcleos de bobinas y transformadores se generan tensiones inducidas debido a las variaciones de flujo magnético a que se someten aquellos núcleos. Estas tensiones inducidas son causa de que se produzcan corrientes parásitas en el núcleo (llamadas corrientes de Foucault), que no son óptimas para la buena eficiencia eléctrica de este. 
Las corrientes de Foucault crean pérdidas de energía a través del efecto Joule. Más concretamente, dichas corrientes transforman formas útiles de energía, como la cinética, en calor no deseado, por lo que generalmente es un efecto inútil, cuando no perjudicial. A su vez disminuyen la eficiencia de muchos dispositivos que usan campos magnéticos variables, como los transformadores de núcleo de hierro y los motores eléctricos. Estas pérdidas se pueden minimizar considerablemente.
En alta frecuencia: utilizando núcleos con materiales magnéticos que tengan baja conductividad eléctrica (como por ejemplo ferrita) 
En baja frecuencia: utilizando delgadas hojas de acero eléctrico, apiladas pero separadas entre sí mediante un barniz aislante u oxidadas tal que queden mutuamente aisladas eléctricamente. Los electrones no pueden atravesar la capa aislante entre los laminados y, por lo tanto, no pueden circular en arcos abiertos. Se acumulan cargas en los extremos del laminado, en un proceso análogo al efecto Hall, produciendo campos eléctricos que se oponen a una mayor acumulación de cargas y a su vez eliminando las corrientes de Foucault. Cuanto más corta sea la distancia entre laminados adyacentes (por ejemplo, cuanto mayor sea el número de laminados por unidad de área, perpendicular al campo aplicado), mayor será la eliminación de las corrientes de Foucault y, por lo tanto, menor el calentamiento del núcleo.

## Orígenes de las corrientes de Foucault
Si se hace oscilar un péndulo constituido por una placa de cobre entre los polos de un electroimán, se observará que se va frenando hasta pararse por completo, produciéndose este efecto más rápidamente cuanto mayor sea la intensidad del campo. Al tratarse de una placa de cobre, material no magnético, el frenado del péndulo no es debido a la atracción de los polos del imán. 
Lo que sucede es que en la placa, al cortar el flujo entre las piezas polares, se induce una fuerza electromotriz, según predice la ley de Lenz. Como el cobre es un buen conductor y la placa ofrece una gran sección al paso de la corriente, su resistencia óhmica es pequeña y las corrientes inducidas intensas. Estas corrientes se oponen a la acción del origen que las produce, esto es, la propia oscilación del péndulo, por tanto, actúan de freno.
La energía cinética del péndulo en movimiento, por el principio conservación, se transforma en calor por el efecto Joule.
Otros ejemplos claros donde aparecen este tipo de corrientes inductoras lo podemos observar en la mayoría de maquinaria eléctrica, dinamos, motores de corriente continua, alternadores, transformadores y en cualquier máquina donde exista un flujo de inducción.
En general, las corrientes de Foucault son indeseadas, ya que representan una inútil disipación de energía en forma de calor.

## Explicación

Las corrientes de Foucalt (I, rojo) inducidas en una placa de metal conductora de la electricidad (C) cuando se desplaza hacia la derecha bajo un imán (N). El campo magnético (B, verde) apunta hacia abajo atravesando la placa. La fuerza de Lorentz del campo magnético sobre los electrones en el metal induce una corriente lateral por efecto del imán. El campo magnético, actuando sobre los electrones que se desplazan de manera lateral, crea una fuerza de Lorentz opuesta a la velocidad de la placa, lo cual actúa como fuerza de resistencia sobre la placa. Las flechas azules son campo magnéticos opuestos generados por el movimiento circular de la cargas.

Fuerzas actuando sobre un electrón en una placa de metal expuesta ante un imán, que explican el origen de la fuerza de resistencia al movimiento. El punto rojo e_{1} muestra un electrón de conducción en la placa justo después a chocado con un átomo, y e_{2} muestra al mismo electrón luego de que ha sido acelerado por el campo magnético. En promedio en e_{1} el electrón posee la misma velocidad que la placa (v, flecha negra) en la dirección +x. El campo magnético (B, flecha verde) del polo magnético Norte del imán se orienta en dirección decendente en −y. El campo magnético produce una Fuerza de Lorentz que actúa sobre el electrón (flecha rosada) F_{1} = −e(v × B), donde e es la carga eléctrica del electrón. Dado que el electrón posee una carga negativa, aplicando la regla de la mano derecha esta fuerza se dirige en dirección +z. En e_{2} la fuerza le provee al electrón una componente de velocidad en dirección lateral (v_{2}, flecha negra) El campo magnético que actúa sobre esta componente lateral de la velocidad, entonces produce una fuerza de Lorentz en la partícula F_{2} = −e(v_{2} × B). Aplicando la regla de la mano derecha, la fuerza se dirige en dirección −x, opuesta a la de la velocidad v de la placa metálica. Esta fuerza acelera al electrón otorgándole una componente de velocidad opuesta a la placa. El choque de estos electrones con los átomos en la placa producen una fuerza de rozamiento sobre la placa.

Freno mediante corriente de Foucalt. La parte del polo magnético Norte (superior) en este esquema se encuentra más separado del disco que el polo Sur; esto solo se hace para poder mostrar las corrientes eléctricas. En el caso de un freno real mediante corrientes de Faucalt las partes de los dos polos se encuentran ubicadas tan cerca del disco como sea posible.

Un imán induce corrientes eléctricas circulares en una placa metálica que se desplaza a través de su campo magnético.  Ver el esquema ala derecha.  El esquema muestra una placa metálica (C) que se desplaza hacia la derecha bajo un imán estacionario.  El campo magnético  (B, flechas verdes) del polo Norte del imán atraviesa la placa hacia abajo.  Dado que la placa se está desplazando, el flujo magnético a través de un área de la placa varía.  En el sector de la placa que se desplaza bajo el lateral de ataque del imán (lado izquierdo) el campo magnético a través de un punto de la placa aumenta ya que se está aproximando al imán, dBdt > 0.  Por la ley de inducción de Faraday, ello genera un campo eléctrico circular en la placa en una dirección antihoraria alrededor de las líneas del campo magnético.  Este campo induce un flujo de corriente eléctrica en sentido contrario a las agujas del reloj (I, rojo), en la lámina.  Esta es la corriente de Foucault.  En la parte de la lámina bajo el borde de salida del imán (lado derecho) el campo magnético a través de un punto dado de la lámina va disminuyendo a medida que se aleja del imán, {sfrac < 0}}, induciendo una segunda corriente de Foucault en sentido horario en la lámina.
Otra forma equivalente de entender la corriente es ver que los portadores de cargas libres (electroness) en la lámina metálica se mueven con la lámina hacia la derecha, por lo que el campo magnético ejerce una fuerza lateral sobre ellos debido a la fuerza de Lorentz.     Como la velocidad v de las cargas está a la derecha y el campo magnético B está dirigido hacia abajo, a partir de la regla de la mano derecha la fuerza de Lorentz sobre las cargas positivas F = q(v × B) es hacia la parte posterior del diagrama (a la izquierda cuando se mira en la dirección del movimiento v).  Esto provoca una corriente I hacia la parte trasera bajo el imán, que circula por partes de la lámina fuera del campo magnético, en el sentido de las agujas del reloj hacia la derecha y en sentido contrario hacia la izquierda, hasta la parte delantera del imán de nuevo.  Los portadores de carga móviles en el metal, los electrones, tienen en realidad una carga negativa (q < 0), por lo que su movimiento es de dirección opuesta a la corriente convencional mostrada.
El campo magnético del imán, actuando sobre los electrones que se mueven lateralmente bajo el imán, ejerce entonces una fuerza de Lorentz dirigida hacia atrás, opuesta a la velocidad de la lámina metálica.  Los electrones, en las colisiones con los átomos de la red metálica, transfieren esta fuerza a la lámina, ejerciendo una fuerza de arrastre sobre la lámina proporcional a su velocidad.   La energía cinética que se consume al superar esta fuerza de arrastre se disipa en forma de calor por las corrientes que fluyen a través de la resistencia del metal, por lo que el metal se calienta bajo el imán.
Debido a la ley circuital de Ampere cada una de las corrientes circulares en la lámina crea un campo magnético contrario (flechas azules).  Otra forma de entender la fuerza de arrastre es ver que debido a la ley de Lenz los contracampos se oponen al cambio de campo magnético a través de la lámina.  En el borde de ataque del imán (lado izquierdo) por la regla de la mano derecha la corriente contraria crea un campo magnético apuntando hacia arriba, oponiéndose al campo del imán, causando una fuerza de repulsión entre la hoja y el borde de ataque del imán.  Por el contrario, en el borde de salida (lado derecho), la corriente en el sentido de las agujas del reloj provoca un campo magnético que apunta hacia abajo, en la misma dirección que el campo del imán, creando una fuerza de atracción entre la hoja y el borde de salida del imán.  Ambas fuerzas se oponen al movimiento de la hoja.

## Aplicaciones

### Eléctricas

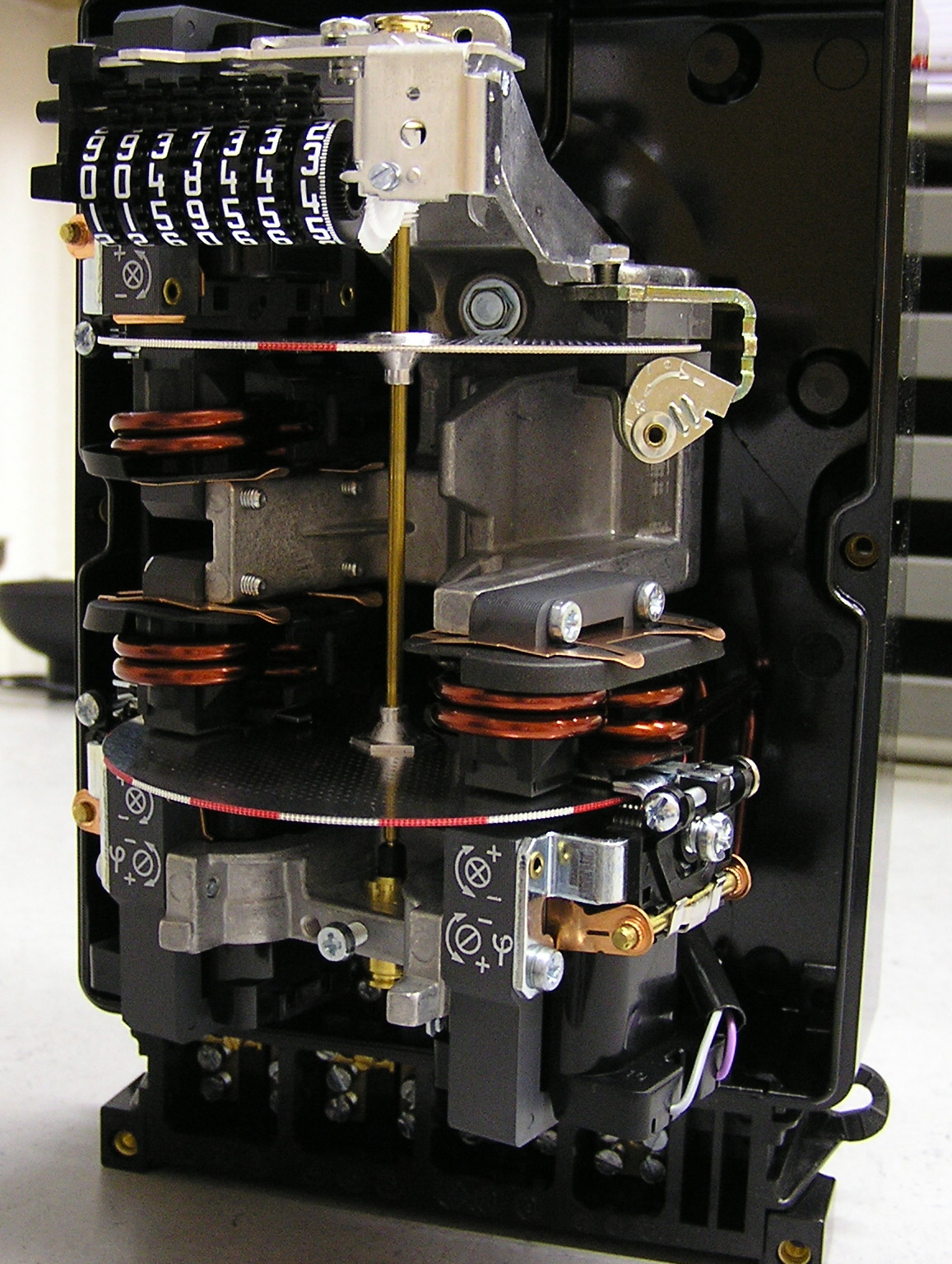
Contador por corriente de Foucault

Las corrientes de Foucault son usadas para aumentar el efecto en convertidores de movimiento a electricidad como en los generadores eléctricos y los micrófonos dinámicos. También pueden ser usados para inducir un campo magnético en latas de aluminio, lo que permiten que estas sean fácilmente separables de otros elementos reciclables. Los superconductores permiten una conducción perfecta, sin pérdidas, que crean corrientes de Foucault iguales y opuestas al campo magnético externo, permitiendo de esta manera la levitación magnética. Por la misma razón, los campos magnéticos dentro de un medio superconductor serán exactamente cero, independientemente del campo externo aplicado.
Una de las aplicaciones prácticas de las corrientes de Foucault es la utilizada en los medidores de consumo eléctrico, donde el disco corta líneas de fuerza, al girar, accionado por el campo de un imán. Las corrientes, que se producen en el disco, generan una fuerza opuesta a la que acciona. Este frenado de corrientes de Foucault permite calibrar los contadores, modificando la posición del imán. Este mismo dispositivo sirve para el ajuste de fin de velocidad de los gira discos y el amortiguamiento de los instrumentos de medida.
Algunos tacómetros tienen un imán que gira a la velocidad que se trate de medir frente a un disco metálico móvil. Las acciones electromagnéticas, debidas a las corrientes de Foucault, lo accionan en sentido de rotación del imán. Gracias a un muelle de retorno, se consigue inmovilizar el disco en una posición de equilibrio, que es función de la velocidad del imán.
Las corrientes de Foucault se emplean aún en ensayos no destructivos para detectar discontinuidades superficiales y medir conductividad eléctrica en metales no magnéticos.

### Mecánicas viva electrotecnia
Las corrientes de Foucault son usadas para frenar al final de algunas montañas rusas. Este mecanismo no tiene ningún desgaste mecánico y produce una precisa fuerza de frenado. Típicamente, pesadas placas de cobre extendiéndose desde el carro son movidas entre pares de imanes permanentes muy potentes. La resistencia eléctrica entre las placas genera un efecto de arrastre análogo a la fricción, que disipa la energía cinética del carro.

#### Efecto de frenado
Aunque la pérdida de energía útil resulta casi siempre indeseable, a veces tiene algunas aplicaciones prácticas. Una de ellas es en algunos trenes y vehículos pesados, como autocares y camiones, cuyos frenos se actúan a base de inducir corrientes de Foucault (electric retarder). Durante el frenado, el eje cardan  está expuesto al campo magnético de un electroimán, que genera corrientes de Foucault en los núcleos y llantas de las ruedas. Las corrientes de Foucault encuentran resistencia mientras circulan a través del metal, y disipan energía en forma de calor, haciendo que las ruedas disminuyan su velocidad. Cuanto más rápido giren las ruedas, más fuerte será el efecto, resultando que a medida que el tren disminuye su velocidad, también lo hará la fuerza de frenado, consiguiéndose un frenado suave proporcional a la velocidad de las ruedas.
Si se coloca un disco de aluminio, que gira de forma libre, frente a un imán, el campo magnético producido por el imán reduce sensiblemente la velocidad de rotación del disco, es decir, produce un par de frenado proporcional a la velocidad del disco. Este efecto de frenado es también debido a las corrientes de Foucault, y se aplica en numerosos aparatos de medida, como por ejemplo, en los vatihorímetros o contadores de energía eléctrica.
Hay que puntualizar que esta acción de frenado solo se manifiesta en planos perpendiculares a las líneas de inducción, ya que los circuitos abrazan la mayor parte del flujo, experimentando el máximo efecto de las variaciones cuando está de forma perpendicular.

## Efectos colaterales
Las corrientes de Foucault son la causa principal del efecto pelicular en conductores que transportan corriente alterna.

### Pérdidas de energía
Las corrientes de Foucault, como ya se ha comentado, tienen por efecto transformar parte de la energía en calor. Dicho calor producido en la masa metálica solo se utiliza en los hornos eléctricos de alta frecuencia, por lo que, en general, supone una pérdida de energía. Para el estudio de estas pérdidas, se considera a una chapa de longitud {\displaystyle b}, anchura {\displaystyle x} y grosor {\displaystyle a}, sometida un campo variable de valor:

{\displaystyle B=B_{m}\sin wt\,\!}

donde ω es la pulsación y Bm la inducción máxima.
En esta circunstancia el flujo a través de la superficie de dicha espira es:

{\displaystyle \Phi \ =BS\,\!}

Donde S es la superficie que atraviesa el flujo, cuyo valor es 

{\displaystyle S=2bx\,\!}

Por lo tanto es posible escribir la ecuación anterior en la forma:

{\displaystyle \Phi \ =(B_{m}\sin wt)2bx\,\!}

Por otra parte, se sabe que la fem inducida en la espira es:

{\displaystyle e(t)={d\Phi \  \over dt}}

Derivando se tiene:

{\displaystyle e=(B_{m}w\cos wt)2bx\,\!}

Si se toma en la chapa una espira diferencial, su resistencia será

{\displaystyle R=\rho {2b+2x \over adx}}

y despreciando 2x frente a 2b, escribiremos:

{\displaystyle R\approx \rho {2b \over adx}}

La potencia en la espira será,

{\displaystyle dP={E_{ef}^{2} \over R}}

siendo Eef la tensión eficaz, cuyo valor en función del máximo, Em, es

{\displaystyle E_{ef}={E_{m} \over {\sqrt {2}}}}

Por lo tanto la potencia perdida será:

{\displaystyle dP={B_{m}^{2}w^{2}4b^{2}x^{2} \over 2R}={adx \over \rho 4b}B_{m}^{2}w^{2}4b^{2}x^{2}}

Y la potencia total perdida a consecuencia de las corrientes de Foucault:

{\displaystyle P=\int _{o}^{e \over 2}}{\displaystyle dP={1 \over \rho }B_{m}^{2}.w^{2}b.a\left[{\frac {x^{3}}{3}}\right]^{e \over 2}}

Si se reemplaza  ahora ω por {\displaystyle 2\pi f}, se obtiene

{\displaystyle P={1 \over \rho }B_{m}^{2}4\pi ^{2}f^{2}ba{e^{3} \over 24}}

o, lo que es lo mismo:

{\displaystyle P={1 \over \rho }B_{m}^{2}.4\pi ^{2}f^{2}bae{e^{2} \over 24}}

en donde {\displaystyle bae}, es el volumen de la carga.
De todo lo expuesto se deduce que las pérdidas en vatios por metro cúbico debidas a las corrientes de Foucault serán:

{\displaystyle P={\pi ^{2} \over 6\rho }e^{2}B_{m}^{2}f^{2}}

Dado el carácter perjudicial de las corrientes de Foucault, por los motivos ya apuntados, es necesario tomar las siguientes precauciones:

El uso de laminaciones en los núcleos magnéticos de los transformadores mejoran mucho la eficacia al minimizarse las corrientes de Foucault.

(Izquierda) Corriente de Foucault (I, en rojo) en un transformador sólido de hierro. (Derecha) En el caso de un transformador de hierro hecho de láminas finas paraleles al campo (B, verde), con aislante entre ellas, se reducen las corrientes de Foucault.

- todas las masas metálicas sometidas a variaciones de inducción deben ser laminadas y colocadas en paquetes paralelos. De esta forma se evita el recorrido de las corrientes de Foucault engendradas en planos perpendiculares a los flujos;

- los remaches y tornillos que unen las chapas no deben cerrar circuitos conductores que abracen flujo variable;

- los soportes metálicos de las bobinas han de ser cortados por medio de una incisión paralela a las líneas de inducción, o bien utilizar sustancias no conductoras.

## Reducción de las corrientes
Si el ejemplo del péndulo lo repetimos, modificando la estructura de las placas de cobre, es decir, se hiende la pieza de forma vertical con numerosos cortes, se podrá comprobar que el frenado del péndulo ha disminuido significativamente. Esto no quiere decir que las corrientes hayan desaparecido, sino que debido a la limitación de la banda donde actúa, limitado por los cortes realizados, estas se ven muy mermadas.
Para disminuir el desarrollo de las corrientes de Foucault se emplea el sistema de construir los núcleos de hierro en lugar de macizos, mediante chapas o láminas superpuestas con un espesor de 0.2 a 0.6 mm, aisladas unas de las otras con barniz o papel. Las chapas se hacen con un acero al silicio de alta resistividad, de modo que la intensidad de la corriente inducida disminuye y las pérdidas alcanzan así un valor admisible. Esta construcción no produce la disminución del flujo magnético, pues se dispone siempre según el plano que recorren las líneas de fuerza.
La calidad de estas láminas en cuanto a las pérdidas por histéresis y corrientes de Foucault se caracteriza por la potencia en vatios (W), disipada por kilo de plancha sometido a una inducción alternativa de una tesla, a razón de 50 ciclos de imantación por segundo.
La siguiente tabla da los valores de las pérdidas específicas en W/kg, para diversas calidades de planchas magnéticas que existen en el mercado.
| Pérdida específica (W/kg) | Espesor (mm) | Pérdida específica (W/kg) | Espesor (mm) |
| 3.0                       | 0.5          | 1.3                       | 0.35         |
| 2.6                       | 0.5          | 1.1                       | 0.35         |
| 2.3                       | 0.5          | 1.0                       | 0.35         |
| 2.0                       | 0.5          | 0.9                       | 0.35         |
| 1.7                       | 0.5          | 0.5                       | 0.35         |
| 1.5                       | 0.5          |                           |              |
En los núcleos de hierro utilizados en las bobinas de alta frecuencia, la disposición clásica en láminas, que se ha visto antes, ya no es suficiente, por lo que, estos núcleos están construidos con hierro especial, de polvo comprimido y aglomerado con barniz aislante, de tal manera que cada grano de hierro se encuentra aislado de sus más próximos, siendo esta la única forma de reducir las pérdidas en el hierro, hasta conseguir un valor aceptable.